# Gérson
Gérson de Oliveira Nunes (n. 11 ianuarie 1941, Niterói, Rio de Janeiro, Brazilia) este un fost jucător brazilian de fotbal. A jucat pentru naționala Braziliei la Campionatele Mondiale din '66 și '70.
Gérson a jucat pentru Botafogo, Flamengo, São Paulo FC și Fluminense.
Este considerat ca fiind cel mai bun pasator din istorie. Cu toate că nu a jucat bine la Campionatul Mondial din '66, el a fost geniul echipei la Campionatul Mondial din '70.